# 大澤嘉平治

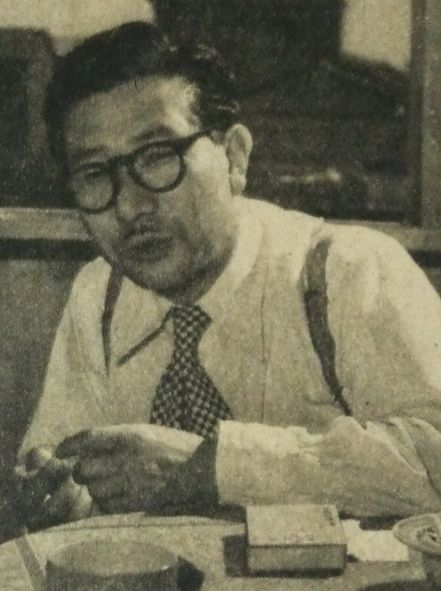
1952年

大澤 嘉平治（おおさわ かへいじ、1905年（明治38年）5月17日 - 1983年（昭和58年）8月21日）は日本の政治家、実業家。衆議院議員（2期、民主党→民主自由党）

## 経歴
1905年（明治38年）に栃木県で生まれ、法政大学商業学校を卒業する。野洲繊維工業、安足産業、安足自動車運送、大澤建設工業、日本化工、東京タクシーなど多くの社長を務め、佐野商工会議所初代会頭に就任する。
1947年（昭和22年）に第23回衆議院議員総選挙に栃木県第2区から出馬し、当選する（連続2期）。また、民主自由党総務を務める。
1980年（昭和55年）秋の叙勲で勲三等瑞宝章受章。
1983年（昭和58年）8月21日死去、78歳。死没日をもって正五位に叙される。